# Санта-Мария-де-Пунилья
Санта-Мария-де-Пунилья (исп. Santa María de Punilla) — город и муниципалитет в департаменте Пунилья провинции Кордова (Аргентина). Часть агломерации «Коскин — Санта-Мария-де-Пунилья — Биалет-Массе».

## История
До прихода испанцев в этих местах находились индейские поселения. С XVI века здесь начали селиться испанцы. В конце XVIII века на одной из местных ферм родился Хуан Баутиста Бустос — будущий губернатор Кордовы и участник гражданских войн XIX века.